# Мейлус, Иван Игнатьевич
Мейлус Иван Игнатьевич (15 августа 1913 — 20 сентября 1987) — Герой Советского Союза. Участник похода советских войск на Западную Украину и в Западную Белоруссию 1939 года. Участник Великой Отечественной войны с июня 1941 года. Сражался на Брянском, Калининском, Волховском, Ленинградском и 3-м Прибалтийском фронтах. Военный лётчик 1-го класса.

## Ранние годы
Родился 15 августа 1913 года на руднике Рутченково Рутченковского района Сталинской области (ныне находится в черте города Донецк) в семье рабочего. Отец до и после революции работал на том же руднике машинистом водокачки, мать была домохозяйкой.
Окончил 7 классов. Затем поступил в горнопромышленное училище рудника Рутченково по специальности электрослесарь. После окончания училища, в 1930 году и до призыва в армию, работал шофёром в гаражах коксохимзавода, а позднее — в управлении новыми шахтами.
В 1935 году был призван Рутченковским РВК Сталинской области для прохождения действительной военной службы и направлен в город Бобруйск (Белоруссия) в бронетанковые войска. В декабре этого же года был переведён в Минск в 45-й авиационный отряд.
В 1937 году, после окончания срока службы, остался сверхсрочником и работал до апреля 1940 года в отдельном звене связи при 100-й пехотной дивизии Белорусского военного округа авиамехаником. В 1939 году участвовал в походе советских войск в Западную Украину и Западную Белоруссию. В апреле 1940 года получил направление в Пуховическую военно-авиационную школу пилотов Западного военного округа (Белоруссия). В декабре этого же года школа перебазировалась в город Поставы (Литва). После выпуска, в феврале 1941 года, курсанту Мейлусу И. И. было присвоено звание старшина, и он был направлен в 97-й скоростной бомбардировочный авиационный полк ЗапОВО (город Бобруйск) пилотом. В 1941 году он окончил Полтавскую военно-авиационную школу пилотов.

## Великая Отечественная война
С 25 июня 1941 года в составе 97 СБАПа (Брянский фронт) принимал активное участие в уничтожении гитлеровских войск. Уже на третий день войны лётчики полка наносили бомбовые удары по наступающим соединениям 2-й танковой группы. Так, они с 1 по 28 сентября совершили 562 боевых вылета, в основном уничтожая противника в районе населённых пунктов Стародуб, Почеп, Глухов.
10 сентября 1941 года старшина Мейлус И. И. выполнял боевое задание ведомым в группе пяти Су-2. Перед группой была поставлена задача бомбардировать артиллерийские позиции противника в районе города Почеп. По цели был нанесён эффективный удар и подавлен огонь артиллерийской батареи из четырёх орудий. При отходе от цели старшина Мейлус И. И. подавлял огонь точек зенитной артиллерии. При возвращении с боевого задания он обнаружил аэродром противника, на котором находилось до двадцати самолётов Hs-126. Сделав три захода по аэродрому, старшина Мейлус И. И. поджёг три из них, израсходовав при этом весь боекомплект. Результат своего удара он сфотографировал и привёз в часть снимок полевого аэродрома противника, куда после была выслана группа Су-2 с задачей нанести удар по аэродрому. В результате налёта на земле было уничтожено девять самолётов Hs-126.
Приказом 2/6 от 7 ноября 1941 года старшина Мейлус был награждён орденом «Красного Знамени».

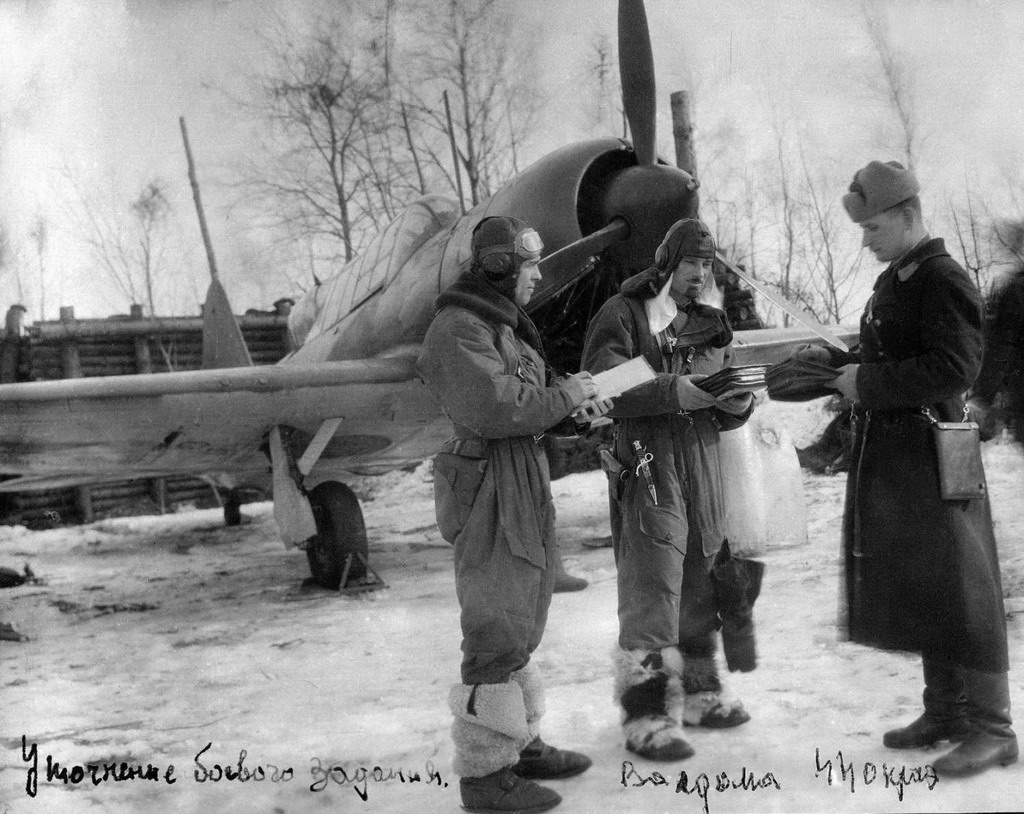
Уточнение боевого задания (Мейлус И. И. на фото в центре).

Зима 1941—1942 годов выдалась снежной и холодной, поэтому активность боевых действий была невысокой. Полёты, в основном, совершались наиболее опытными экипажами. Так, 25 декабря 1941 года Мейлус И. И. летал ведущим звена в группе девяти Су-2 на выполнение боевого задания с задачей нанести бомбовый удар по автоколонне противника на дороге Мажарово-Змеевка. Группа обнаружила цель и сделала три захода по автоколонне, в результате чего было уничтожено 10 автомашин с войсками и штабной автобус. За отличное выполнение боевого задания старшине Мейлусу И. И. командующий ВВС 3-й армии объявил благодарность с вручением именных часов.
Весной 1942 года боевые действия активизировались, и сражавшийся к тому времени на Брянском фронте 97-й СБАП потерял в мае во время бомбёжки на аэродроме Ельца почти все Су-2. Оставшимися машинами с личным составом усилили 209-й ББАП (ближне — бомбардировочный авиационный полк). Этой части вместе с другими полками ВВС фронта пришлось в трудных условиях отбивать начавшееся 28 июня немецкое наступление, многие полки несли тяжёлые потери, но 209 ББАП сохранил боеспособность.
28 августа 1942 года старшине Мейлусу И. И. присвоено звание «младший лейтенант». За время службы в 97 СБАПе и 209 ББАПе им произведено 93 боевых вылета, в ходе которых совместно с другими лётчиками уничтожено 9 танков, 106 автомашин, 44 повозки, 20 орудий, 20 миномётов, 2 цистерны, 3 склада, 4 железнодорожных вагона, 6 точек зенитной артиллерии, 3 дзота и до 900 солдат и офицеров противника.
12 сентября 1942 года 209 ББАП был расформирован, и младший лешепант Мейлус И. И. переведён в 44-ю ОКРАЭ (отдельная корректировочная авиационная эскадрилья), которая с 1 ноября 1942 года приступила к ведению боевых действий на Калининском фронте. 22 ноября 1942 года младшему лейтенанту Мейлусу И. И. на Калининском фронте присвоено звание «лейтенант», а 5 апреля 1943 года на Волховском фронте — «старший лейтенант».

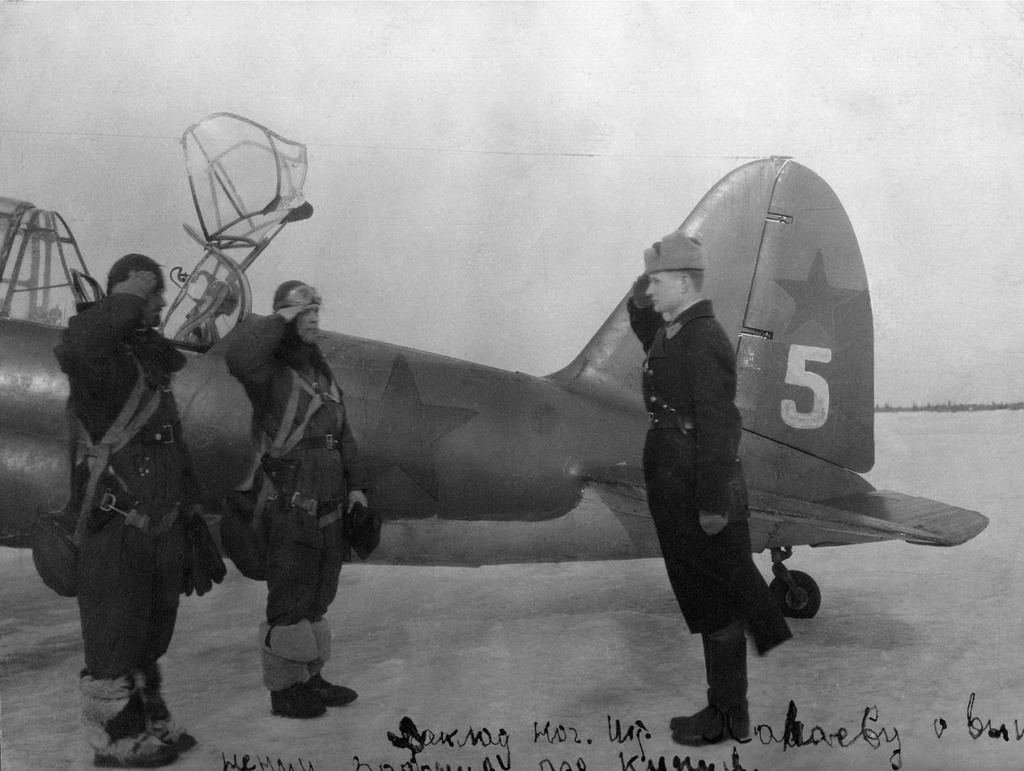
Доклад о выполнении боевого задания (Мейлус И. И. на фото крайний слева).

Весной 1943 года в связи с отсутствием новых Су-2 командование ВВС приступило к формированию корректировочных эскадрилий на самолётах Ил-2, потому старший лейтенант Мейлус И. И. был направлен в 3-ю ШАЭ (штурмовая авиационная эскадрилья) 16 ОУТАП (учебно-тренировочный авиационный полк) для переучивания по сокращённой программе, которую закончил на «отлично». За время переучивания на самолётах УИл-2 и Ил-2 совершил 23 вылета с общим налётом 6 часов 11 минут. Командир 16-го ОУТАП подполковник Вевер в лётной характеристике от 24 мая 1943 года указывал: «Старший лейтенант Мейлус И. И. может быть использован в боевом авиационном полку на самолёте Ил-2. И может быть допущен к вывозке лётного состава на самолёте УИл-2 в качестве инструктора со второй кабины».
15 марта 1943 года старший лейтенант Мейлус И. И. летал на выполнение боевого задания корректировать огонь артиллерии по артбатареям противника в районе населённого пункта Мга. Его прикрывали два Як-1. Противник выслал четыре FW-190 с задачей — сбить самолёт-корректировщик. Старший лейтенант Мейлус И. И. вместе с истребителями прикрытия вступил в бой, при этом не переставая корректировать огонь нашей артиллерии, в результате чего была подавлена четырёхорудийная батарея противника. В воздушном бою в группе было сбито три FW-190. Четвёртый истребитель покинул поле боя. Приказом командующего артиллерией Волховского фронта от 15 марта 1943 года лейтенант Мейлус И. И. награждён орденом «Отечественной войны» 2-й степени за отличную корректировку огня.
В ноябре 1943 года старший лейтенант Мейлус И. И. был переведён в 958-й ШАП (штурмовой авиационный полк) и принял участие в боевых действиях на Волховском, Ленинградском и 3-м Прибалтийском фронтах. За период с 22 июня 1941 года по 27 ноября 1943 года он произвёл 123 успешных боевых вылета, при этом уничтожил 9 танков, 107 автомашин, 110 повозок с лошадьми, 22 орудия, 1 мост, 4 железнодорожных вагона, 22 миномёта, 5 дзотов, 5 автоцистерн с горючим, 3 самолёта на аэродромах, 3 склада с боеприпасами, 1 артбатарею противника, до 1219 человек живой силы противника и сфотографировал 7 маршрутов укрептерритории врага.

Однополчане (Мейлус И. И. на фото крайний слева).

1944 год принёс резкое повышение активности боевых действий. Старший лейтенант Мейлус И. И., будучи заместителем командира авиаэскадрильи, неоднократно летал на выполнение боевых заданий. Участвуя в боях за Новгород, он водил в бой группы от 2 до 6 самолётов.
2 февраля 1944 года Мейлус И. И. возглавил группу из четырёх Ил-2, имевших задание уничтожить отходящие войска противника по дорогам Вдицко — Огорели — Язвинка. Снизившись до бреющего полёта, группа штурмовала войска противника, уничтожив до 45 солдат и офицеров, 5 автомашин, подавила огонь 5 огневых точек.
9 февраля он водил в бой группу из четырёх Ил-2 с задачей: нанести штурмовой и бомбардировочный удары по артпозициям в районе 1 км восточнее населённого пункта Пески. Район цели был сильно насыщен зенитными средствами противника. Применяя противозенитный манёвр, группа задание выполнила отлично, уничтожив до 25 солдат и офицеров, подавив огонь четырёх орудий полевой артиллерии и создав два очага пожара, сопровождавшихся взрывами.
В представлении от 20 февраля 1944 года к ордену Красного Знамени на заместителя командира авиаэскадрильи старшего лейтенанта Мейлуса И. И. командир 958-го ШАП майор Ярошенко писал: «На фронте Отечественной войны совершил 136 успешных боевых вылетов. После последней награды совершил 28 боевых вылетов, из них на самолёте Ил-2 — 21 вылет». 15 марта старший лейтенант Мейлус был награждён орденом «Отечественной Войны» 1 степени.
В аттестационном листе на присвоение очередного звания «капитан» от 13 июня 1944 года командир 958-го шап майор Ярошенко указывал: «Участвуя на фронте Отечественной войны на самолётах У-2, Р-5, Су-2, совершил 127 боевых вылетов, на самолёте Ил-2 совершил 33 боевых вылета. За отличные организаторские способности и отличную штурманскую подготовку приказом по 14-й ВА (воздушная армия) назначен на должность штурмана полка в мае месяце 1944 года. Летает на самолётах: У-2, Р-5, Су-2, Ил-2. Общий налёт на всех типах самолётов 800 часов, из них боевой налёт 160 час. Налёт на самолёте Ил-2 100 часов, боевой налёт на Ил-2 39 часов». И уже 20 июля ему присваивают это очередное звание.
3 августа 1944 года на выполнение боевых заданий два раза водил группы по четыре Ил-2 с задачей: подавить артминомётные батареи противника и уничтожить живую силу в опорном пункте Лаура. Преодолевая зону зенитного огня, группа вышла на цель и метко сброшенными бомбами уничтожила 2 орудия полевой артиллерии, 3 миномёта, до 20 солдат и офицером противника и подавила огонь батареи зенитной артиллерии. Создано 2 очага пожара, сопровождавшихся взрывами.
10 августа старший лейтенант Мейлус И. И. дважды вылетал для подавления артиллерийских позиций и уничтожения живой силы противника в районе Стуколова. Группой задание было выполнено на отлично, при этом уничтожено: 3 орудия полевой артиллерии, до 20 солдат и офицеров противника, подавлен огонь 1 батареи полевой артиллерии, 3 точки зенитных пулемётов, создано 3 очага пожара.

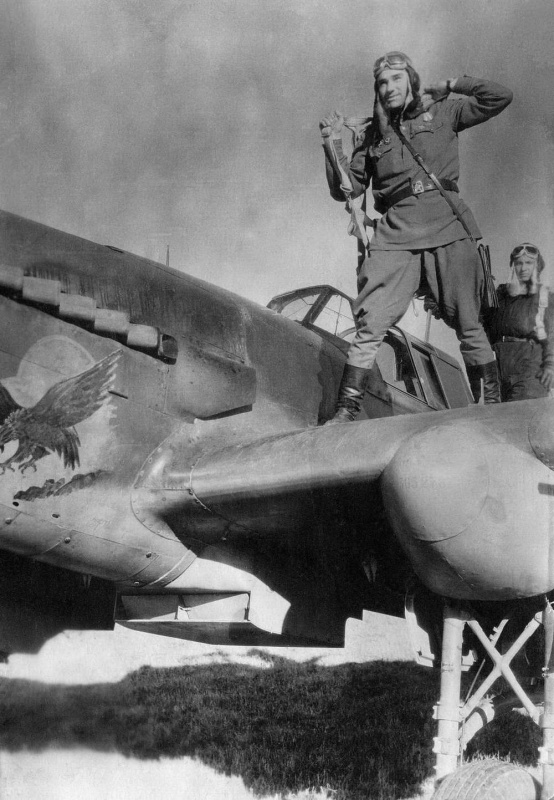
Возвращение с боевого задания (Мейлус И. И. на фото на переднем плане).

17 августа 1944 года выполнял боевое задание ведущим четырёх Ил-2 по уничтожению живой силы противника и подавлению артминомётных батарей в районе Разина. Группа боевое задание выполнила на отлично, при этом уничтожив 20 солдат противника, 1 орудие полевой артиллерии, подавлен огонь 3 точек зенитной артиллерии и 4 миномёта. При возвращении с боевого задания капитан Мейлус И. И. заметил группу из двенадцати Ju-87, возвращавшуюся с боевого задания под прикрытием десяти FW-190. Приняв решение атаковать, он подал команду своим ведомым. Смело врезавшись в строй самолётов противника, Илы нарушили их боевой порядок, заставив в панике броситься в разные стороны. В завязавшемся воздушном бою в группе было сбито два Ju-87, которые горящими упали на землю в районе 3 км юго-западнее Разина. Группа в полном составе вернулась на свой аэродром.
Капитан Мейлус И. И. в боях за города Псков и Остров лично водил группы по два раза в день. Лётным составом в Псковско-Островскую операцию было совершено 230 успешных боевых вылетов. Из них капитан Мейлус И. И. лично совершил на самолёте Ил-2 24 боевых вылета на штурмовку и бомбардирование огневых средств, техники и живой силы противника на переднем крае его обороны, за что командиром 958-го ШАП майором Ярошенко 24 августа 1944 года представлен к награждению орденом Красного Знамени и 20 сентября получил эту награду.
В 1944 году капитану Мейлусу И. И. неоднократно объявлялись благодарности за участие в боевых действиях, которые закончились для 958-го ШАП 26 ноября 1944 года. В дальнейшем прошёл переучивание на самолёт Ил-10.
В боевой характеристике на штурмана 958-го ШАП капитана Мейлуса И. И. от 30 декабря 1944 года командир 958-го ШАП подполковник Ярошенко писал: «Участвуя в Отечественной войне, на самолёте Ил-2 совершил 57 боевых вылетов, на Су-2 132 вылета с общим боевым налётом 202 часа. Летает на самолётах: ПС-2, УТ-2, Р-5, СБ (АНТ-40), Су-2, Ил-2. Общий налёт на всех типах самолётов 1230 часов, из них налёт на Ил-2 115 часов, боевой налёт на Ил-2 65 часов. За время руководства штурманской службой в полку лётным составом совершено 986 успешных боевых вылетов без единого случая потери ориентировки групп, а также сдельных экипажей, невыхода на цель и бомбометания по своим войскам».
В наградном листе на присвоение звания Героя Советского Союза указывалось: «На Волховском, Ленинградском и 3-м Прибалтийском фронтах на самолёте Ил-2 совершил 57 успешных боевых вылетов на штурмовку и бомбардировку живой силы, огневых средств и техники противника на переднем крае его обороны. В бою умеет сочетать мужество и героизм с высоким лётным мастерством, благодаря чему наносит вред и большие уроны в живой силе и технике противника. За совершенные 189 боевых вылетов не имел ни одной боевой или не боевой потери матчасти. За совершенные 189 боевых вылетов капитан Мейлус И. И. лично уничтожил 3 самолёта на аэродромах, 9 танков, 127 автомашин, 114 повозок с грузом, 38 орудий полевой артиллерии, 4 железнодорожных вагона, 25 миномётов, 5 дзотов, 5 автоцистерн с горючим, 3 склада с боеприпасами, 1 артбатарею противника, 1 мост, до 1219 человек живой силы противника и сфотографировал 7 маршрутов укрептерритории врага. В групповых воздушных боях сбил 5 самолётов противника. За геройство и мужество, проявленные в боях за социалистическую Родину, за отличное выполнение боевых заданий командования на фронтах Отечественной войны с немецко-фашистскими захватчиками, за умелое руководство лётным составом полка, за высокое лётное мастерство достоин присвоения звания Героя Советского Союза с вручением ордена Ленина и медали Золотая Звезда».
23 февраля 1945 года штурману 958-го ШАП капитану Мейлусу И. И. указом президиума ВС СССР было присвоено звание Героя Советского Союза с вручением ордена Ленина и медали «Золотая Звезда» (№ 5350).
В период Отечественной войны он получил опыт свободной охоты, бомбово-штурмовых ударов по объектам и живой силе противника, как одиночным экипажем, так и в группе. В дальнейшем капитан Мейлус передавал свой большой опыт молодым лётчикам.

## Послевоенные годы
1 июня 1945 года капитан Мейлус И. И. назначен заместителем командира 958-го ШАП ВВС МВО.
5 ноября 1945 года указом Президиума Верховного Совета СССР он награждён Медалью «За боевые заслуги» (за выслугу лет).
5 июля 1946 года при расформировании штурмовой авиадивизии через резерв капитан Мейлус И. И. назначен на должность командира авиационной эскадрильи 374-го ТАП (транспортный авиационный полк) 12-й гвардейской ТАД (транспортная авиационная дивизия), 26 февраля того же года переведён на ту же должность, убывающего из-под Москвы в Белую Церковь (УССР) 363-го ТАП ВДВ с последующим перебазированием в Кривой Рог для постоянной дислокации.
В аттестации на командира 1-й аэ капитана Мейлуса И. И. от 1 декабря 1947 года командир 363-го ТАП подполковник Шалухин писал: «Общий налёт составляет 1542 часа. За 1947 год налетал на самолёте Ли-2 287 часов, 617 посадок, из них — на десантирование войск — 43 полёта, имеет хорошие инструкторские навыки. За 1947 год вверенная ему эскадрилья налетала 1551 час. 1920 посадок — из них на десантирование войск — 263 часа 13 минут, 430 самолёто-вылетов. Лётных происшествий в авиаэскадрильи — одно — вынужденная посадка с поломкой самолёта по вине лётного состава».
7 августа 1948 года ему было присвоено очередное воинское звание «майор».
В 1948 и 1949 годах Иван Игнатьевич Мейлус участвовал в парадах на День Авиации над аэродромом Тушино в Москве, за что награждён двумя орденами «Красной Звезды» от 23.08.1948 года и 25.07.1949 года.
В служебной характеристике на командира 1-й АЭ (авиационная эскадрилья) 363-го ТАП ВДВ майора Мейлуса И. И. врио командира 363-го ТАП майор Доценко от 2 декабря 1948 года писал: «Личный состав вверенной ему эскадрильи в короткий срок в 1948 учебном году изучил новую материальную часть самолёта Ил-12 с мотором АШ-82ФН и успешно закончил программу переучивания лётного состава без лётных происшествий. Летает на самолётах: Ил-12, Ли-2, По-2, УТ-2, Р-5, СБ, Су-2. Имеет общий налёт 1700 часов, из них на Ил-12 — 75 часов».
5 августа 1949 года майор Мейлус И. И. переведён в 340-й ТАП 54-й ТАД 29-й ВА, а 2 ноября того же года назначен командиром эскадрильи 342-го ТАП 54-й ТАД 29-й ВА.
25 декабря 1949 года переведён в управление 29-й ВА старшим лётчиком-инспектором транспортной авиации ГК ВДВ.
12 декабря 1950 года ему было присвоено звание «Военный лётчик 1 класса», а 14 июня 1951 года присвоено очередное звание «подполковник» и 25 июля того же года награждён орденом «Красной Звезды».
В аттестации на старшего инспектора, лётчика бомбардировочной авиации 29-й ВА подполковника Мейлуса И. И. от 20 марта 1953 года начальник отдела боевой подготовки 29-й ВА подполковник Старченко писал: «За короткий промежуток времени успешно овладел реактивным самолётом Ил-28. С начала лётной работы имеет общий налёт 2830 часов. В период с августа 1949 года по март 1953 года налетал 987 часов. Из них в облаках с применением системы ОСП — 222 часа, 268 посадок. С 1950 по 1953 год обучил по системе ОСП — 68 лётчиков. Проверил технику пилотирования у 360 лётчиков».
29 апреля 1954 года награждён орденом «Красной Звезды» за налёт в сложных метеоусловиях.
23 июля 1955 года переведён в 52-ю БАД 76-го БАК 29-й ВА (остров Сахалин) и назначен заместителем командира по лётной подготовке.
12 сентября 1956 года переведён в 47-ю БАД 30-й ВА ПрибВО и назначен заместителем командира по лётной подготовке, а уже 28 сентября того же года награждён орденом «Красного Знамени» за выслугу в СА.
23 июля 1957 года Мейлусу И. И. присвоено очередное воинское знание «полковник», а 16 октября 1957 года он награждён орденом «Ленина» за налёт в сложных метеоусловиях.
12 июля 1959 года он был назначен первым заместителем командира 47-й бад, однако ввиду отсутствия высшего военного образования и достижения предельного срока службы, а также дальнейшего сокращения ВС СССР, встал вопрос о перспективности дальнейшей службы.
Приказом Министра обороны от 18 ноября 1959 года полковник Иван Игнатьевич Мейлус в возрасте 46 лет уволен в запас по выслуге установленных сроков действительной службы с правом ношения военной формы одежды. Из списков части исключён с 7 января 1960 года.

## Гражданская жизнь
После увольнения в запас Иван Игнатьевич Мейлус жил в городе Запорожье.
Работал сначала диспетчером, а затем заместителем начальника Запорожского аэропорта.
В период до 1964 года дважды избирался депутатом районного и городского Совета депутатов трудящихся.
Умер 20 сентября 1987 года.
Похоронен Мейлус Иван Игнатьевич на Капустяном кладбище (центральная аллея) Запорожья.

## Память
- В городе Запорожье на Аллее Славы посажен дуб с установкой мемориальной доски с именем Мейлуса И. И. (1965).
- Фамилия Мейлуса Ивана Игнатьевича записана в Зале Славы Музея Великой Отечественной войны в городе Киев (9 мая 1981 г.).
- На доме где проживал Мейлус И. И. была установлена мемориальная доска (1985).
- В городе Запорожье есть улица Ивана Мейлуса.

## Награды
- Герой Советского Союза.
- Два Ордена Ленина.
- Четыре Ордена Красной Звезды.
- Четыре Ордена Красного Знамени.
- Три Ордена Отечественной войны I степени.
- Орден Отечественной войны II степени.
- Медаль «За боевые заслуги».
- Медаль За оборону Ленинграда.